# Zeslandentoernooi 2001 (mannen)
Het Zeslandentoernooi voor mannen van de Rugby Union in 2001 werd gespeeld tussen 3 februari en 20 oktober. Winnaar werd Engeland, op doelsaldo. Door een uitbraak van mond-en-klauwzeer in Ierland werden drie wedstrijden van Ierland verplaatst naar de herfst.
Winnaar van de Calcutta Cup werd Engeland, door met 43-3 van Schotland te winnen.
Winnaar van de Millennium Trophy werd Ierland, door met 20-14 van Engeland te winnen.

## Deelnemers
De zes vaste deelnemers speelden hun thuisduels in de volgende stadions.
| Land      | Stadion            | Plaats      | capaciteit |
| --------- | ------------------ | ----------- | ---------- |
| Frankrijk | Stade de France    | Saint-Denis | 80.000     |
| Wales     | Millennium Stadium | Cardiff     | 75.500     |
| Engeland  | Twickenham         | Londen      | 75.000     |
| Schotland | Murrayfield        | Edinburgh   | 67.500     |
| Ierland   | Lansdowne Road     | Dublin      | 49.000     |
| Italië    | Stadio Flaminio    | Rome        | 25.000     |

## Eindstand
| Land      | Wed | Win | Gel | Ver | Saldo     | +/−  | Ptn |
| --------- | --- | --- | --- | --- | --------- | ---- | --- |
| Engeland  | 5   | 4   | 0   | 2   | 229 - 80  | 149  | 8   |
| Ierland   | 5   | 4   | 0   | 2   | 129 - 89  | 40   | 8   |
| Schotland | 5   | 2   | 1   | 2   | 92 - 116  | -24  | 5   |
| Wales     | 5   | 2   | 1   | 2   | 125 - 166 | -41  | 5   |
| Frankrijk | 5   | 2   | 0   | 3   | 115 - 138 | -23  | 4   |
| Italië    | 5   | 0   | 0   | 5   | 106 - 207 | -101 | 0   |

## Uitslagen
De vermelde tijden zijn allemaal lokale tijden.

### Eerste ronde
| Datum             | Wedstrijd             | Uitslag |
| ----------------- | --------------------- | ------- |
| 3 februari, 15:00 | Frankrijk - Schotland | 16 - 6  |
| 3 februari, 15:00 | Italië - Ierland      | 22 - 41 |
| 3 februari, 16:00 | Wales - Engeland      | 15 - 44 |

### Tweede ronde
| Datum              | Wedstrijd           | Uitslag |
| ------------------ | ------------------- | ------- |
| 17 februari, 14:00 | Ierland - Frankrijk | 22 - 15 |
| 17 februari, 14:30 | Engeland - Italië   | 80 - 23 |
| 17 februari, 16:00 | Schotland - Wales   | 28 - 28 |

### Derde ronde
| Datum             | Wedstrijd            | Uitslag |
| ----------------- | -------------------- | ------- |
| 3 maart, 14:30    | Engeland - Schotland | 43 - 3  |
| 3 maart, 15:00    | Italië - Frankrijk   | 19 - 30 |
| 13 oktober, 15:00 | Wales - Ierland      | 6 - 36  |

### Vierde ronde
| Datum            | Wedstrijd          | Uitslag |
| ---------------- | ------------------ | ------- |
| 17 maart         | Frankrijk - Wales  | 35 - 43 |
| 17 maart, 16:00  | Schotland - Italië | 23 - 19 |
| 20 oktober,15:00 | Ierland - Engeland | 20 - 14 |

### Vijfde ronde
| Datum          | Wedstrijd            | Uitslag |
| -------------- | -------------------- | ------- |
| 7 april, 14:30 | Engeland - Frankrijk | 48 - 19 |
| 8 april, 15:00 | Italië - Wales       | 23 - 33 |
| 22 september   | Schotland - Ierland  | 32 - 10 |